# Терваозеро
Терваозеро — озеро на территории Ледмозерского сельского поселения Муезерского района Республики Карелии.

## Общие сведения
Площадь озера — 2,5 км², площадь водосборного бассейна — 77,2 км². Располагается на высоте 132,9 метров над уровнем моря.
Форма озера лопастная, продолговатая: оно вытянуто с севера на юг. Берега сильно изрезанные, каменисто-песчаные.
Через озеро протекает ручей Терваоя, берущий начало из озера Кюбярайни и впадающий в Унгозеро. Через Унгозеро протекает река Унга, впадающая в реку Онду, втекающую, в свою очередь, в Нижний Выг.
В озере около десяти безымянных островов различной площади, однако их количество может варьироваться в зависимости от уровня воды.
К северу от озера проходит просёлочная дорога.
Код объекта в государственном водном реестре — 02020001311102000008074.